# Sylvia Jebiwott Kibet
Sylvia Jebiwott Kibet (ur. 28 marca 1984) – kenijska lekkoatletka, specjalistka od długich dystansów, srebrna medalistka mistrzostw świata z Berlina.
Także jej siostra – Hilda i liczne kuzynki odnoszą duże sukcesy w lekkoatletyce.

## Osiągnięcia
- srebrny medal mistrzostw świata juniorów młodszych (bieg na 1500 m, Bydgoszcz 1999)
- brąz mistrzostw Afryki (bieg na 5000 m, Bambous 2006)
- brąz igrzysk afrykańskich (bieg na 5000 m, Algier 2007)
- 2. miejsce podczas Światowego Finału IAAF (bieg na 5000 m, Stuttgart 2007)
- 4. lokata na igrzyskach olimpijskich (bieg na 5000 m, Pekin 2008)
- srebrny medal mistrzostw świata (bieg na 5000 m, Berlin 2009)
- 4. miejsce podczas halowych mistrzostw świata (bieg na 5000 m, Doha 2010)
- srebro igrzysk Wspólnoty Narodów (Nowe Delhi 2010)
- srebro mistrzostw świata w Daegu (2011)
- była rekordzistka kraju na różnych dystansach

## Rekordy życiowe
- bieg na 3000 metrów – 8:37,47 (2013)
- bieg na 2 mile – 9:16,62 (2007)
- bieg na 5000 metrów – 14:31,91 (2010)
- bieg na 10 000 metrów – 30:47,20 (2009)
- półmaraton – 1:09:51 (2009)
- maraton – 2:26:16 (2015)
- bieg na 1500 metrów (hala) – 4:05,33 (2010)
- bieg na 3000 metrów (hala) – 8:41,24 (2010)